# نظرکرده (یزد)
محله نظرکرده از محلات قدیمی شهر یزد است در نزدیکی محله‌های امیر چقماق و لرد آسیاب قرار دارد و از شمال به خیابان سلمان فارسی، از جنوب به محله پنبه کاران منتهی می‌شود. با توجه به محدوده جغرافیایی این محله و نزدیکی آن با محلات زردشتی‌نشین و محله لردآسیاب، احتمالاً شکل‌گیری آن مربوط به اواخر قرن نهم هجری و اوایل قرن دهم هجری مربوط می‌باشد .

## آثار تاریخی
آثار تاریخی این محله عبارتند از :
1- مسجد غریب
2-حسینیه نظر کرده